# Zacharzyn (stacja kolejowa)
Zacharzyn – nieczynny przystanek kolejowy we wsi Zacharzyn, w powiecie chodzieskim, w woj. wielkopolskim, w Polsce.